# Björnsholm
Björnsholm is een plaats in de gemeente Västervik in het landschap Småland en de provincie Kalmar län in Zweden. De plaats heeft 103 inwoners (2005) en een oppervlakte van 17 hectare.